# Dermanura anderseni
Dermanura anderseni — вид родини листконосові (Phyllostomidae), ссавець ряду лиликоподібні (Vespertilioniformes, seu Chiroptera). Названо на честь данського зоолога Кнуда Крістіана Андерсена.

## Середовище проживання
Країни поширення: Болівія, Бразилія, Колумбія, Еквадор, Перу. Знайдений до 1300 м над рівнем моря. Зустрічається в зрілих і порушених низинних і гірських тропічних лісах, плантаціях і садах.

## Життя
Харчується фруктами, в основному з великих дерев. Сідала лаштує під банановим листям.